# Mirak
Mirak (Minimum rakete, o cohete mínimo, en alemán) fue un cohete concebido por Rudolf Nebel para demostrar la viabilidad de los cohetes alimentados por combustible líquido, utilizando la cámara de combustión desarrollada para el cohete de Oberth, abandonado en su momento. Mirak fue desarrollado en varias versiones a partir de 1930 por un ingeniero llamado Klaus Riedel y voló unas 100 veces entre 1931 y 1932, demostraciones que convencieron al ejército alemán de la utilidad de los cohetes como arma.
Tras el fracaso de Oberth en construir un cohete de combustible líquido para Fritz Lang, el VfR (una sociedad civil alemana de aficionados a la cohetería) se reorganizó y decidió utilizar los materiales destinados al cohete de Oberth en otro diseño para demostrar la viabilidad de los cohetes alimentados por combustible líquido. Los fondos necesarios provinieron de dos benefactores privados. Los trabajos iniciales se centraron en perfeccionar el motor Kegelduese del cohete de Oberth, obteniéndose resultados positivos en las pruebas de julio de 1930. El motor utilizaba oxígeno líquido y gasolina como propelentes y en ese momento la combustión más larga conseguida duró 90 segundos, con un empuje de 68,67 Newtons, consumiendo 6 kg de oxígeno líquido y 1 kg de gasolina, obteniendo un impulso específico de 90 segundos. En agosto de ese mismo año Nebel y Riedel realizaron pruebas estáticas del cohete en la granja de los abuelos de Riedel cerca de Bernstadt, en Sajonia. Para septiembre consiguieron que el motor tuviese el empuje suficiente para el despegue del cohete, aunque en ese mismo mes el motor explotó durante una de las pruebas.
Nebel y el resto de diseñadores decidieron cambiar la refrigeración del motor por oxígeno líquido, que habían usado hasta entonces y que daba problemas, por refrigeración por agua. El motor resultante se consideró suficientemente fiable. Estaba construido en aluminio, pesaba 85 gramos y producía 313,92 Newtons de empuje, consumiendo 160 gramos de oxígeno líquido y gasolina por segundo, resultando un impulso específico de 200 segundos. Fue mostrado a miembros de la Sociedad Americana de Cohetes durante su visita en abril de 1931.
En mayo de 1931 Riedel construyó un cohete improvisado con la cámara de combustión desarrollado para el Mirak y alimentado por dos tanques de propelente alargados y situados bajo el motor, situado en la parte frontal. El cohete alcanzó 20 m de altura en su primer lanzamiento. El 14 de mayo se lanzó una versión más ligera, que empezó a dar vueltas en el aire, alcanzando 60 m de altura. Posteriores lanzamientos alcanzarían el kilómetro de altura y demostrarían la capacidad de recuperación del cohete mediante paracaídas y su reutilización. Durante el verano de 1931 se realizaron 87 vuelos de prueba.
El verano siguiente vio la luz el Mirak III, una nueva versión del Mirak desarrollada por Riedel y Arthur Rudolph en la compañía Heylandt, de 3,5 m de altura y 10 cm de diámetro, con un peso de 20 kg en el despegue, un peso en vacío de 10 kg y un empuje de 588 Newtons, alimentado por oxígeno líquido y alcohol. En el nuevo diseño el motor seguía situado en la parte frontal del cohete, con el tanque de oxígeno líquido a continuación y después el de alcohol. En la parte inferior se situaban los manómetros e instrumentos para la presurización de los tanques. El cohete alcanzó una altura de entre 20 y 70 m antes de inclinarse horizontalmente y adentrarse en el bosque.
Con el auge del nazismo, la VfR cesó sus actividades, frenándose el desarrollo del Mirak y eventualmente de la cohetería civil alemana.